# Gyugy, Somogy
Gyugy  este un sat în districtul Fonyód, județul Somogy, Ungaria, având o populație de 261 de locuitori (2011). 

## Demografie
Componența etnică a satului Gyugy
     Maghiari (94,21%)
     Germani (3,86%)
     Romi (1,93%)
Componența confesională a satului Gyugy
     Romano-catolici (70,5%)
     Fără religie (12,64%)
     Luterani (3,45%)
     Reformați (2,3%)
     Necunoscută (11,11%)
Conform recensământului din 2011, satul Gyugy avea 261 de locuitori. Din punct de vedere etnic, majoritatea locuitorilor (94,21%) erau maghiari, existând și minorități de germani (3,86%) și romi (1,93%).  Din punct de vedere confesional, majoritatea locuitorilor (70,5%) erau romano-catolici, existând și minorități de persoane fără religie (12,64%), luterani (3,45%) și reformați (2,3%). Pentru 11,11% din locuitori nu este cunoscută apartenența confesională.